# 비주기적 테셀레이션

펜로즈 테셀레이션은 비주기적 테셀레이션의 예시이다. 어느 두 부분도 평행 이동 대칭을 만족하지 않는다.

비주기적 테셀레이션(非周期的-, 영어: aperiodic tessellation) 또는 비주기적 타일링(영어: aperiodic tiling)은 임의의 반복되는 기본 단위를 찾을 수 없는 테셀레이션이다. 이때 기본 단위(primitive unit)란 평행 이동만을 사용하여 평면을 채울 수 있는 최소 타일들의 구성을 말한다. 만약 어떤 타일들이 모여서 비주기적 타일밖에 만들어지지 않으면, 그 타일들의 집합(프로토타일)이 비주기적이라고 한다. 비주기적 테셀레이션의 예시로 가장 잘 알려진 것은 펜로즈 테셀레이션이다.
비주기적 테셀레이션은 준결정의 수학적 모형 역할을 한다. 준결정은 1982년 단 셰흐트만이 발견되었고, 2011년 그가 준결정 연구로 노벨상을 탔다. 하지만 이 물질의 자세한 국소적인 구조는 아직 잘 설명할 수 없다.
비주기적 테셀레이션을 만드는 몇 가지 방법이 알려져 있다.

## 정의 및 그림
단위 정사각형 격자의 주기적 테셀레이션을 생각하자. (격자 종이처럼 보인다) 이제 한 정사각형을 두 개의 직사각형으로 나눈다. 이렇게 얻은 테셀레이션은 비주기적인데, 평행이동을 시켜서 이 테셀레이션과 같도록 할 수 없기 때문이다. 하지만 분명 이 예시는 펜로즈 테셀레이션보다 흥미롭지 않다. 이런 지루한 예시를 제외하기 위해, 비주기적 테셀레이션을 임의의 큰 주기적인 부분을 포함하지 않는 테셀레이션으로 정의할 수 있다.
어떤 테셀레이션이 비주기적 테셀레이션만 생성(hull)하면 비주기적이라고 한다. 테셀레이션의 생성 {\displaystyle T\subset \mathbb {R} ^{d}}는 T를 평행이동한 가능한 모든 T+x를 포함하는데, 이들을 T의 평행이동으로 생각할 수 있다. 형식적으로 이것은 국소 위상수학에서 집합 {\displaystyle \{T+x\,:\,x\in \mathbb {R} ^{d}\}}의 닫힌 부분 집합(closure)이다. 국소 위상수학(각각에 대응되는 행렬)에서 두 테셀레이션이 {\displaystyle \varepsilon }보다 덜 평행이동했을 때 지름 {\displaystyle 1/\varepsilon }의 구간에서 일치하면 {\displaystyle \varepsilon }에 대해 닫혀 있다고 한다.
위보다 더 쉬운 예시를 들면, ...aaaaaabaaaaa...처럼 직선 모양의 1차원 테셀레이션 T를 생각하자. 여기서 a는 길이 1의 간격을 나타내고 b는 길이 2의 간격을 나타낸다. 그래서 이 테셀레이션 T는 무수히 많은 a들과 한 개의 b로 만들어지는데, b를 중심 0이라고 하자. T의 모든 평행이동은 b가 어딘가 있고 나머지는 모두 a일 것이다. b가
{\displaystyle 1,2,4,\ldots ,2^{n},\ldots }에 중심이 있을 때 테셀레이션의 순서는 a로만 이루어진 주기적인 테셀레이션과 국소 위상수학에서 합동이다. 따라서 T는 주기적 테셀레이션 ...aaaaaa...를 부분집합으로 가지기 때문에 주기적 테셀레이션이 아니다.
잘 정의된 테셀레이션(예를 들어 유한하게 많은 국소 패턴으로 구성되는 테셀레이션)에 대해서, 주기적이지 않고 반복되는 테셀레이션(각 타일이 고르게 밀집하게 테셀레이션에서 모여 있음)은 비주기적 테셀레이션이다.

## 역사
비주기적 테셀레이션의 구체적인 발견은 1961년에 최초로 있었는데, 논리학자 하오 왕이 도미노 문제가 결정 가능한지 연구했을 때였다. 결정 가능하다는 것은 유한한 프로토타일 집합이 주어졌을 때, 이것이 평면을 테셀레이션할 수 있는지 결정하는 알고리즘이 존재한다는 것이다. 왕은 평면을 채울 수 없는 타일 집합과 주기적으로 채울 수 있는 평면 집합을 찾으려고 알고리즘을 발견했다. 이로써 평면을 채울 수 있는 유한한 프로토타일 집합 각각이 주기적 테셀레이션도 만들 수 있다면 이 결정 알고리즘이 존재한다는 걸 보였다. 1964년 로버트 버거는 테셀레이션 문제가 사실 결정 가능하지 않다는 것을 보여서 비주기적 프로토타일 집합을 찾았다. 이 증명에 버거가 쓴 집합은 왕 타일 20,426개가 필요했는데, 나중에 104개로 개수를 줄였다. 한스 레우히리는 40개 왕 타일만 필요한 비주기 집합을 찾았다.
왕 타일 6개로 된 더 간단한 비주기적 집합을 래피얼 미셸 로빈슨이 1971년에 발견했다. 로저 펜로즈는 1973년과 74년에 3개의 집합을 추가로 발견했는데, 2개의 타일만 필요했다. 로버트 애먼은 몇개의 집합을 1977년에 더 찾았다.
비주기적인 펜로즈 테셀레이션은 비주기적인 프로토타일 집합뿐 아니라 대체하기(subtitution)나 잘라서 사영하기(cut-and-project) 방법도 써서 만들 수 있다. 준결정이 연구된 이후 물리학자와 수학자들이 비주기적 테셀레이션을 열심히 연구했다. 펜로즈 테셀레이션에 쓰이는 니콜라스 호베르트 드 브뢰인의 잘라서 사영하기 방법이 마이어 집합 이론의 예라는 게 결국 밝혀졌다. 현재 비주기적 테셀레이션에 대한 여러 문헌이 있다.

## 만들기
비주기적 테셀레이션을 만드는 몇 방법이 알려져 있다. 그 중 일부는 무한한 비주기적 타일 집합을 사용한다. 비주기적인 계층 구조를 주로 써서 만들 수 있다. 그러나 도미노 문제의 비결정성에 따라서 무한히 많은 만드는 원리가 있을 것이고, 비주기적이라는 걸 증명할 수 없는 비주기적 테셀레이션도 존재한다.

### 비주기적 계층 테셀레이션
어떤 테셀레이션이 계층적인 구조를 가지는지 확인하는 일반적인 정의가 현재 없지만, 대체하기 방법을 쓴 테셀레이션과 커누스, 라우히리, 로빈슨의 테셀레이션이 계층적이라는 건 확실하다. "비주기적 테셀레이션"에서 나아가서 "비주기적 계층 테셀레이션"은 계층적인 구조를 가지는 비주기적 테셀레이션만 허용하는 타일 집합을 말한다
이런 타일 집합이 만드는 모든 테셀레이션에서 계층적인 구조가 만들어진다. (이 구조는 타일 대체하기로 설명할 수 있다) 이런 타일로는 어떤 주기적 타이링도 만들 수 없느데, 단순히 평행 이동으로 전체 계층 구조와 같게 만들 수 없기 때문이다. 아래는 로빈슨의 1971년 타일이다.

로빈슨 테셀레이션

이런 타일로 만든 테셀레이션은 사각형 격자 계층만 만들 수 있는데, 임의의 주황색 사각형 중심은 더 큰 주황색 사각형의 중심이 되고, 이는 무한히 반복된다. 어떻게 평행이동을 해도 이동한 거리보다 더 큰 정사각형이 있으므로, 원래와 같아질(invariant) 수 없다.

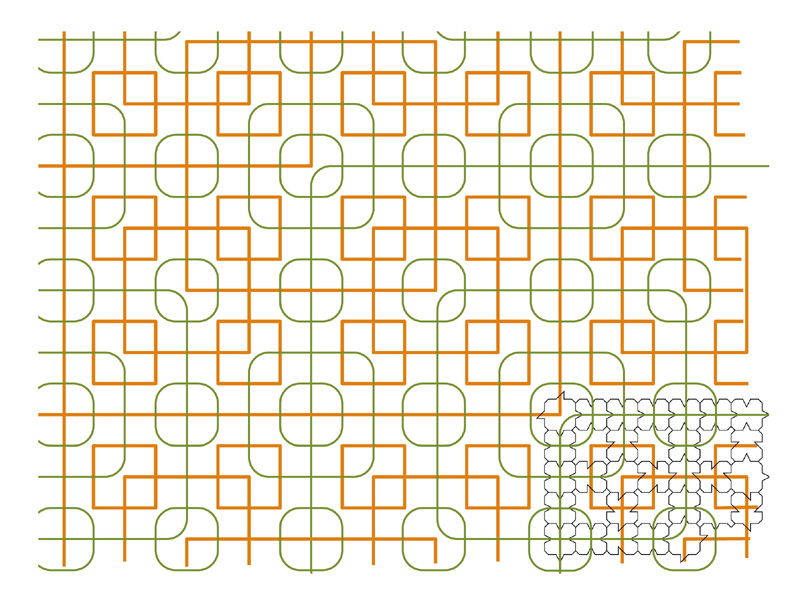
로빈슨 테셀레이션의 일부

로빈슨은 타일들이 서로 맞아서 원래의 타일보다 더 큰 블록을 만들어내는 걸 계속할 것이라고 구조를 귀납적으로 증명했다. 어느 테셀레이션이 계층적인 구조를 가질 수밖에 없다는 이 아이디어를 비주기적 테셀레이션을 만들 때 많이 사용한다.

### 대체하기
타일 대체하기 방법으로 다양한 비주기적 테셀레이션을 만들 수 있다. 아래는 예시 중 하나인 의자 테셀레이션이다. 대체하기 테셀레이션은 비주기적이지만, 의자 타일 자체는 비주기적이 아니어서 주기적 테셀레이션도 만들 수 있다.

대체하기 의자 테셀레이션

하지만 아래의 타일은 의자 대체하기 구조를 합쳐놓았기 때문에 타일 자체도 비주기적이다.

삼엽충과 가위 테셀레이션은 의자 대체하기 구조를 합쳐 놓았다. 의자 구조가 나타나도록 테셀레이션을 허용하기 때문에 비주기적이다.

펜로즈 타일과 애먼의 타일 몇 개가 대체하기 테셀레이션 구조를 명쾌하게 합쳐놓은 첫 번째 예시였다. 조슈아 소콜라, 로저 펜로즈, 루트비히 단체,와 체임 굿맨-스트러스가 이후 타일을 발견했다. 샤하르 모제스는 모든 1차원 대체하기가 규칙을 통해 합쳐질 수 있다는 걸 보이면서 최초로 일반적으로 테셀레이션을 구성했다. 찰스 래딘은 콘웨이 바람개비 대체 테셀레이션을 합치는 규칙을 찾아냈다. 1998년 체임 굿맨-스트러스는 약한 조건에서 모든 테셀레이션 대체하기 구조에서 국소적으로 대응시키는 규칙을 찾을 수 있다는 걸 보였다.

### 잘라 사영하기 방법
비주기적 테셀레이션은 고차원 구조를 낮은 차원으로 사영시켜서 만들 수 있고, 비주기적 구조로 합쳐져서 비주기적 테셀레이션이 되는 경우도 있다. 드 브라운의 업적에서도 나와 있듯이, 펜로즈 테셀레이션이 가장 최초이자 유명한 예시이다. 필요충분조건은 알려져 있지만, 대응하는 규칙으로 합쳐서 테셀레이션을 잘라 사영하는 대수적인 완전한 정의는 아직 없다.

잘라 사영하기 방법으로 만들어진 테셀레이션 일부이다. 자르는 단면은 펜로즈 테셀레이션(셋째 줄 왼쪽에서 4번째)을 정의할 때와 평행하다. 이 테셀레이션은 동형군이 모두 달라서 국소적으로 구별 가능하다.

### 다른 방법
비주기적 방법을 만드는 몇 가지 방법만 발견되었다. 야르코 카리는 타일이 직선으로 암호화된 실수에 2 또는 2/3을 곱해 비주기적 왕 타일들을 만들었다. (암호화는 비티 수열의 항의 차이로 만들어진 스튀름 순서와 관련이 있다) 이는 2n/3m이 양의 정수 m, n에 대해 절대 1이 될 수 없다는 사실을 토대로 만든 것이다.
이 방법은 나중에 굿맨-스트러스가 쌍곡면 위의 강하게 비주기적인 테셀레이션을 하기 위해 사용했다.
샤하르 모제스는 비주기적 테셀레이션을 구성하는 여러 가지 대안을 찾았는데, 준-단순(semi-simple) 리군에서처럼 색다른 조건에서도 찾았다. 블록과 와인버거는 종순 다양체이 아닌 모든 비주기적 테셀레이션을 만드려고 호몰로지 방법을 썼다.
조슈아 소콜라도 대안 조건에 대해서 비주기성을 만들 다른 방법을 찾았다. 이 방법으로 만든 타일은 대체하기로 만든 것보다 보통 훨씬 작다.

## 같이 보기
- 기리 테셀레이션
- 비주기적 테셀레이션의 목록
- 준결정
- 젤리지(Zellige)